# 马尔瑟纳
马尔瑟纳（法語：Marcenat）是法国康塔尔省的一个市镇，位于该省东北部，属于圣弗卢尔区。该市镇总面积51.47平方公里，2009年时的人口为515人。

## 交通
康塔尔省省道D36线、D104线、D536线、D636线和D679线经过境内。有校车线路可前往圣弗卢尔。

## 人口
马尔瑟纳人口变化图示
| 数据来源：INSEE |